# Magnoliopsida
Magnoliopsida is een botanische naam in de rang van klasse. Deze naam is gevormd door in de familienaam Magnoliaceae de uitgang -aceae te vervangen door -opsida.

## Magnoliopsida in het cronquist-systeem
In het veelgebruikte cronquist-systeem voor plantenclassificatie, gepubliceerd is in 1968, 1981 en 1988, is de naam Magnoliopsida in gebruik gekomen. In het systeem zoals oorspronkelijk door Cronquist gepubliceerd zijn de Magnoliopsida de groep die elders de tweezaadlobbigen heten (Dicotyledones).
In de 22e editie van de Heukels (die op Cronquist gebaseerd is) wordt de naam Magnoliopsida gebruikt voor de bedektzadigen. De 23e druk is gebaseerd op het APG II-systeem (2003) en erkent niet de groep die bekendstond als de tweezaadlobbigen: de naam Magnoliopsida wordt niet gebruikt en de naam "tweezaadlobbigen" krijgt een nieuwe betekenis.

## Magnoliopsida en de APG-systemen
Naar aanleiding van de publicatie van het APG III-systeem (2009), waar een clade 'magnoliids' de ordes Magnoliales, Laurales, Piperales en Canellales omvat, wordt deze wel opgevat als de klasse Magnoliopsida. In het APG IV-systeem is clade 'magnoliids' ongewijzigd gehandhaafd, en omvat dezelfde vier ordes. De Magnoliopsida en de orde Chloranthales vormen de zustergroepen van de 'monocots' (eenzaadlobbigen, Monocotyledoneae) en de tweezaadlobbigen (Dicotyledonae) tezamen.
| APG IV (2016) Fylogenetische stamboom Magnoliopsida |
| --- |
| - 'angiosperms', bedektzadigen, Angiospermae - Amborellales - - Nymphaeales - - Austrobaileyales - 'mesangiosperms' - 'magnoliids', magnoliiden, Magnoliopsida - - Magnoliales - Laurales - - Piperales - Canellales - Chloranthales - - 'monocots' (Monocotyledoneae) - Dicotyledonae, tweezaadlobbigen - Ceratophyllales - 'eudicots', Asteropsida, 'nieuwe' tweezaadlobbigen |